# Laurellia magense
Laurellia magense är en insektsart som beskrevs av Otte, D. och Perez-gelabert 2009. Laurellia magense ingår i släktet Laurellia och familjen syrsor. Inga underarter finns listade i Catalogue of Life.